# Carlo Cossio
Carlo Cossio (Udine, 1º gennaio 1907 – Milano, 10 agosto 1964) è stato un animatore e fumettista italiano.

## Biografia
Carlo Cossio aveva due fratelli: Gino e Vittorio. Inizia la sua carriera realizzando, insieme a Vittorio Cossio, numerosi cortometraggi animati, a partire dal 1928,  in prevalenza a passo uno. Disegna anche alcuni fumetti su Il Cartoccino dei Piccoli.
L'albo Le avventure aviatorie di un Balillino, disegnato da lui e pubblicato nel 1928 da Nerbini, antecedente al più celebre Topolino contro Wolp pubblicato dallo stesso editore cinque anni dopo, risulta essere il primo albo a fumetti pubblicato in Italia.
In seguito al bando dei fumetti di origine straniera imposto dal regime fascista, Carlo Cossio fu tra gli autori che crearono le serie che avrebbero sostituite quelle americane acquisendo fama nel 1938 con Dick Fulmine, scritto da Vincenzo Baggioli, pubblicato su L'Audace, a cui continua a lavorare sino al 1955. Creò molti altri personaggi come Furio Almirante (1940), pubblicato su pubblicate su L'Audace, Tanks, l'uomo d'acciaio (1945), Kansas Kid (1947), Buffalo Bill (1951). Un'altra serie nota fu Kansas City (1947), realizzata con lo scrittore Saccarello. Ha disegnato anche storie di Gim Toro e, tra gli ultimi lavori prima della sua morte, un albo di Kolosso.
Si ritirò nel 1955. Morì a Milano il 10 agosto 1964 e venne sepolto nel cimitero di Greco, ove in seguito i suoi resti sono stati tumulati in una celletta.